# 大庫爾提烏斯博物館
大庫爾提烏斯博物館（法語：Grand Curtius）是比利時列日的一个博物館综合体，于2009年翻修而成，汇集了列日数个博物馆的藏品：庫爾提烏斯博物馆（musée Curtius，考古和装饰艺术博物馆）、宗教艺术和默兹艺术博物馆（musée d'art religieux et d'art mosan）、武器博物馆（musée d'armes）、玻璃博物馆（musée du verre）以及列日大学的古埃及藏品。
博物馆的主体建筑为库尔提乌斯宫，得名于17世纪列日工业家和军火商让·库尔提乌斯，他在默兹河畔建造了其住宅——库尔提乌斯宫。
该博物馆拥有5000多平方米的展览空间和5000多件展品，是瓦隆大区最大及最重要的博物馆。

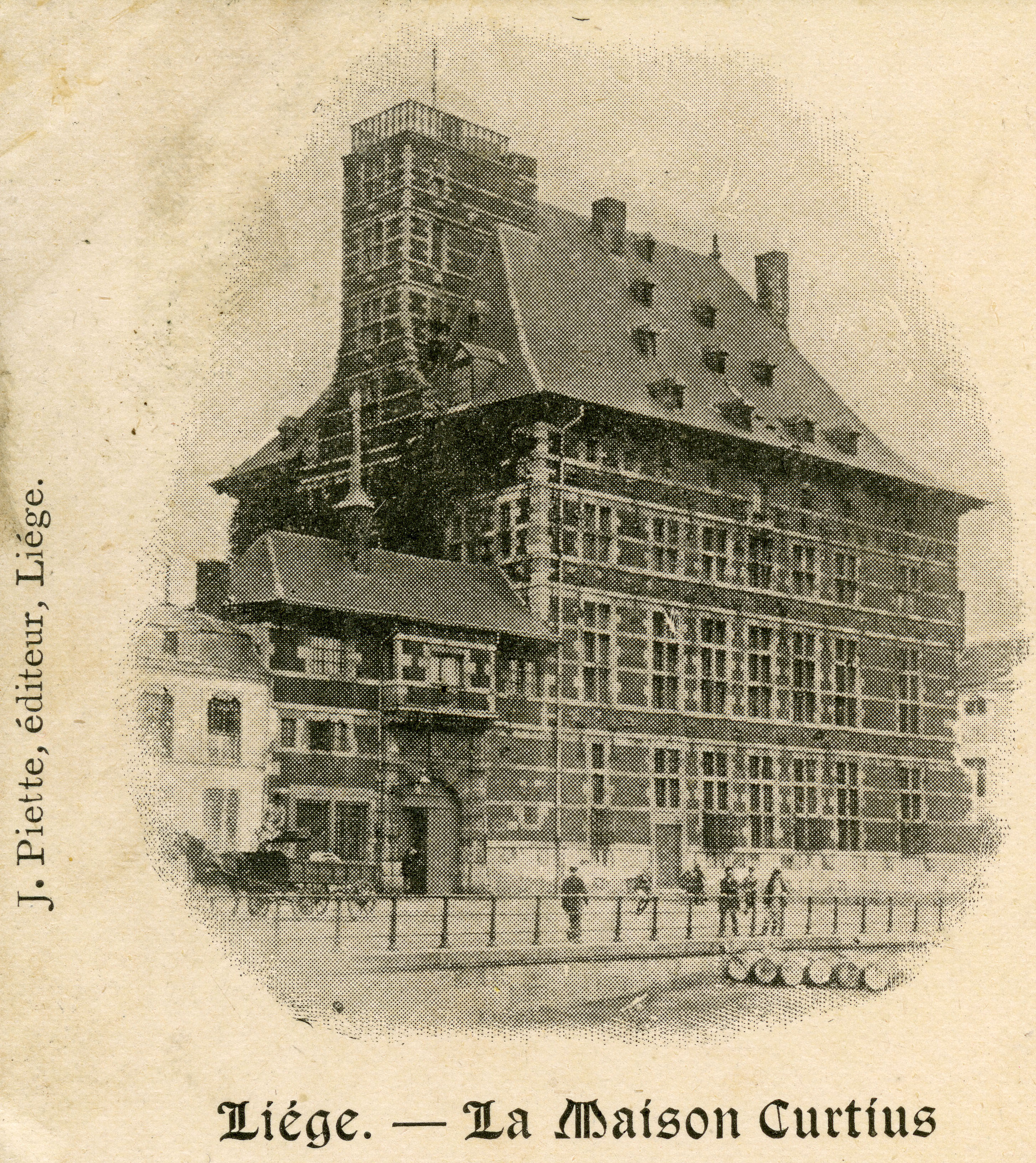
1898年明信片上博物馆

## 外部連結
- （法文） （荷兰文） （英文） （德文） Official website of the Grand Curtius Museum （页面存档备份，存于）

50°38′49″N 5°35′02″E / 50.64694°N 5.58389°E